# Myriopathes stechowi
Myriopathes stechowi är en korallart som först beskrevs av Ferdinand Albin Pax 1932.  Myriopathes stechowi ingår i släktet Myriopathes och familjen Myriopathidae. Inga underarter finns listade i Catalogue of Life.